# Hard Rock Sofa
Pour les articles homonymes, voir Hard rock (homonymie).
Hard Rock Sofa est un duo russe de disc jockeys et producteurs.

## Historique
Le duo, à l'origine un trio, se forme en 2005. Peu après, Sergey Zuev quittera le groupe.
Chocolate Puma, le trio Swanky Tunes ou encore Matisse & Sadko ont collaboré avec le groupe à de nombreuses reprises.
Appréciés pour leurs productions de type electro house / house progressive, Get Down et Rasputin sont leurs plus gros succès, et Just Can't Say Away atteignit la 6e place des charts belges.
Aujourd'hui plus discret, leur dernier single en date, sorti sur Axtone Records, date d'avril 2014. Néanmoins, le groupe reste en tournée constante à l'international.

## Discographie partielle[6]

### Singles
- 2012 : Here We Go (avec Swanky Tunes) [Axtone Records]
- 2012 : Kaleidoscope [Wall Recordings]
- 2012 : Just Can't Stay Away (avec Squire) [Spinnin Records]
- 2012 : Chemistry (Turn The Flame Higher) (avec Swanky Tunes, Matisse & Sadko) [Showland]
- 2013 : Rasputin [Axtone Records]
- 2013 : Collapsar (avec Dirty Shade) [Spinnin Records]
- 2013 : Stop In My Mind (avec Swanky Tunes) [Showland]
- 2013 : Let Me Hear You Scream (avec Skidka) [Size Records]
- 2013 : Get Down (avec Eva Shaw) [Spinnin Records]
- 2014 : Moloko (avec Skidka) [Protocol Recordings]
- 2014 : Arms Around Me (avec Skidka) [Axtone Records]

### Remixes
- 2012 : David Guetta, Taped Rai - Just One Last Time feat. Taped Rai (Hard Rock Sofa Big Room Mix) [What A Music]
- 2012 : Cookie, Norman Doray, NERVO - Something To Believe In (Hard Rock Sofa Vocal Remix) [Spinnin Records]
- 2012 : Marco V - Analogital (Hard Rock Sofa Remix) [ARVA]
- 2013 : David Guetta, Ludacris, Usher - Rest Of My Life (Hard Rock Sofa Remix) [Def Jam]
- 2013 : Alesso, Matthew Koma - Years (Hard Rock Sofa Remix) [Refune Records]
- 2014 : Alesso, Tove Lo -  Heroes (We Could Be) - Hard Rock Sofa and Skidka Remix